# 1711 Сандрін
1711 Сандрін (1711 Sandrine) — астероїд головного поясу, відкритий 29 січня 1935 року.
Тіссеранів параметр щодо Юпітера — 3,211.